# Larry Tesler
Lawrence Gordon Tesler (New York City, 24. travnja 1945. – Portola Valley, 17. veljače 2020.) bio je američki računarski znanstvenik koji je radio na polju interakcije između čovjeka i računala. Radio je za Xerox PARC, Apple, Amazon i Yahoo!.

## Životopis
Dok radio u PARC-u, radio je na Smalltalku (prvi djelomično objektno orijentirani programski jezik) i Gypsyju (prvi program za obradu teksta s grafičkim korisničkim sučeljem za Xerox Alto). S kolegom Timom Mottom osmislio je mogućnosti kopiranja i lijepljenja sadržaja (copy i paste). Dok je bio u Appleu radio je na proizvodima Apple Lisa i Apple Newton, i pomogao razviti Object Pascal.
Dok su radili na Gypsyju, Tesler i njegov kolega Tim Mott počeli su pisati ideje predviđajući budućnost upotrebe računala, s obzirom na trend sve češćeg prebacivanja na grafička korisnička sučelja s ikonama koje predstavljaju dokumente. Tu je osmišljena mogućnost kopiranja i lijepljenja, koja je danas osnovna funkcija u računarstvu.
Bio je veliki pristalica jednostavne upotrebe sučelja za korisnike dok je radio u PARC-u. Tako je vezan i za porijeklo fraze "što vidiš, to dobiješ".
Bio je prisutan prilikom posjeta Stevea Jobsa PARC-u krajem 1979. godine, par godina nakon što je Jobs osnovao Apple Computer. Tesler je Jobsu demonstrirao Xerox Alto, prvi računarski sustav s grafičkim korisničkim sučeljem (GUI). Budući da je Alto bio samo sporedni projekt u Xeroxu, njegov razvoj nikada nije ozbiljno shvaćen. No, Jobs je vidio ogroman potencijal i ubrzo pokrenuo projekt Lisa unutar Applea koji je imao dosta slično sučelje, koje će kasnije prerasti u prvi Macintosh.
Tesler je bio jedan od nekoliko zaposlenika Xerox PARC-a koji su napustili tvrtku 1980. godine da bi se pridružili Apple Computeru. Bio je na različitim položajima, uključujući na mjestu potpredsjednika AppleNeta te potpredsjednika Grupe za napredne tehnologije i glavnog znanstvenika. Umro je 17. veljače 2020.

## Vanjske poveznice
- Službene web stranice  Arhivirana inačica izvorne stranice od 15. veljače 2021. (Wayback Machine)